# Panamerikanska vinterspelen 1990
Panamerikanska vinterspelen 1990 anordnades i Las Leñas i Argentina under perioden 16-22 september 1990.
Det fanns planer på att hålla de första panamerikanska vinterspelen i Argentina redan året 1942. På grund av andra världskriget sköts dessa planer upp. Lake Placid, New York i USA var senare ett tilltänkt spelort för spelen 1959.
Vinterspelen 1990 fick skjutas upp en månad till september på grund av dåliga snöförhållanden. Programmet fick sedermera ändras och enbart 6 tävlingar i 3 grenar kunde avgöras.
Den andra upplagan av vinterspelen skulle ägas rum i Santiago i Chile 1993 men även detta spel hade problem med snöförhållandena, vilket gjorde att inte tävlingar kunde avgöras och hela vinterspelet ströks.

## Sporter
6 tävlingar hölls i 3 grenar fördelat på alpin skidsport.
 Alpin skidsport
- Slalom
- Super-G
- Storslalom

## Deltagande
Antal deltagande idrottare i spelen var 97 stycken, från 8 nationer.
- Argentina (26)
- Bolivia (2)
- Brasilien (5)
- Chile (9)
- Colombia (1)
- Kanada (25)
- Mexiko (4)
- USA (25)

## Medaljsummering
| Pl. | Nation    | Guld | Silver | Brons | Totalt |
| --- | --------- | ---- | ------ | ----- | ------ |
| 1   | USA       | 4    | 2      | 5     | 11     |
| 2   | Kanada    | 2    | 4      | 1     | 7      |
| 3   | Argentina | 0    | 0      | 0     | 0      |
| 3   | Brasilien | 0    | 0      | 0     | 0      |
| 3   | Bolivia   | 0    | 0      | 0     | 0      |
| 3   | Chile     | 0    | 0      | 0     | 0      |
| 3   | Colombia  | 0    | 0      | 0     | 0      |
| 3   | Mexiko    | 0    | 0      | 0     | 0      |